# Anna-Greta Leijon
Anna-Greta Leijon, Anna Margareta Maria Lejon, född 30 juni 1939 i Högalids församling i Stockholm, död 11 april 2024 i Sofia distrikt i Stockholm, var en svensk socialdemokratisk politiker som var statsråd 1973–1976 (biträdande arbetsmarknadsminister) och 1982–1988 (arbetsmarknadsminister 1982–1987 och justitieminister 1987–1988), riksdagsledamot 1974–1990 samt Skansen-chef 1995–2005. Hon var mor till politikern Britta Lejon.

## Biografi

### Uppväxt
Anna-Greta Leijon var dotter till fångvaktaren vid Långholmen Karl (Kalle) Helmer Lejon (1900–1955) från Norrbyås i Närke, och Selma Margareta Ingeborg, född Nyman (1902–1989), från Horns socken utanför Skövde. Som gymnasist vid Sveaplans flickläroverk engagerade sig Leijon i Sveriges Studerande Ungdoms Helnykterhetsförbund (SSUH). Sommaren 1958 liftade hon runt i Frankrike och efter studentexamen sommaren 1959 började hon som ombudsman för SSUH. På hösten 1960 började Leijon läsa statskunskap vid Uppsala universitet. Hon blev medlem i den socialdemokratiska studentföreningen Laboremus och ordförande i Studenternas Nykterhetssällskap. Hennes uppsats i statskunskap handlade om den baskiska regionalismen, och under 1961 reste Leijon runt i Baskien. Sommaren 1963 arbetade hon på ANC:s kontor i London.
I mars 1963 anställdes Leijon som ombudsman för studentsociala frågor hos Uppsala studentkår och arbetade där tillsammans med Birgitta Dahl. I det socialdemokratiska studentförbundet träffade hon också Anders Leion (sic), ekonomstudent från Handelshögskolan, och flyttade ihop med honom i Stockholm. Hon avbröt universitetsstudierna i statskunskap och sociologi före examen.

### Politisk karriär
I maj 1964 anställdes Leijon på Arbetsmarknadsstyrelsen i Stockholm som amanuens och började arbeta med att underlätta kvinnors tillträde till arbetsmarknaden. På hösten födde Leijon sin dotter Britta och familjen flyttade till en lägenhet i Kallhäll i Järfälla kommun. Förutom arbetet på AMS blev Leijon också ordförande i det socialdemokratiska studentförbundet i februari 1965. Leijon engagerade sig även i Järfällas arbetarekommun och blev invald i skolstyrelsen. I 1970 års val invaldes hon i Stockholms läns landsting som ledamot för Socialdemokraterna. Samma år separerade hon från Anders Leion.
I januari 1973 blev hon chef för Jämställdhetsdelegationen vid Statsrådsberedningen och vid riksdagsvalet i september samma år invaldes hon till riksdagsledamot. Innan Leijon kunde tillträda som riksdagsledamot blev hon istället utnämnd till statsråd och biträdande arbetsmarknadsminister i regeringen Palme I. Som statsråd hade Leijon ansvar för arbetsmarknadsutbildningar och anpassningsåtgärder för handikappade men även ansvar för invandringspolitiken och terroristlagstiftningen. Det sista innebar att Leijon handlade den kontroversiella frågan om utvisningen av de svårt skadade tyskar som sprängde den västtyska ambassaden den 24 april 1975.
I september 1975 gifte sig Leijon med Leif Backéus. I mars 1977 upptäckte Säkerhetspolisen (Säpo) att Norbert Kröcher och en grupp, "Kommando Siegfried Hausner", planerade att kidnappa Leijon, Operation Leo. Gruppen hade för avsikt att använda Leijon för att tvinga den västtyska regeringen att släppa de personer som fängslades efter ambassaddramat 1975 ur fängelset.
Efter riksdagsvalet 1976 blev Leijon riksdagsledamot och suppleant i arbetsmarknadsutskottet, senare vice ordförande i utskottet. När Socialdemokraterna vann valet 1982 blev Leijon arbetsmarknadsminister och genomförde bland annat en reform där ungdomar fick kontant ersättning för utfört arbete istället för arbetslöshetsstöd, "ungdomslag" samt höjda egenavgifter i arbetslöshetsförsäkringen i januari 1986. År 1984 utnämndes hon också till president i FN-organet Internationella arbetsorganisationen (ILO).

#### Justitieminister
Efter en relativt framgångsrik tid som arbetsmarknadsminister utsågs Leijon 1987 av statsminister Ingvar Carlsson till justitieminister. Hon var den första justitieministern att inte ha tagit juristexamen. Som justitieminister ägnade sig Leijon bland annat åt reformer för att stärka brottsoffrens ställning samt Lex Bratt, lagen om skydd av företagshemligheter. I mars 1988 blev Leijon av Carl Lidbom informerad om en teori om mordet på Olof Palme som han fått höra av förläggaren Ebbe Carlsson. Enligt Carlsson var mordet utfört av PKK på uppdrag av Irans regering. Leijon skrev i början av maj ett rekommendationsbrev till Ebbe Carlsson att användas vid efterforskningar i Storbritannien.
Den 1 juni utbröt Ebbe Carlsson-affären när tidningen Expressen avslöjade Ebbe Carlssons roll i spaningsarbetet och att det fanns ett rekommendationsbrev. Leijons förfarande väckte stor kritik, och hon avgick 7 juni sedan samtliga partier i riksdagen förutom hennes eget hade deklarerat att de skulle stödja ett misstroendevotum mot henne.

### Efter regeringstiden
Från hösten 1988 till hösten 1989 var Leijon medlem av Nordiska rådets svenska delegation.
Vid riksdagsvalet 1988 blev Leijon åter invald riksdagsledamot och utnämndes till ordförande i finansutskottet. Under valrörelsen var Leijon en av dem som utlovade utbyggd föräldraförsäkring. Vid den överenskommelse om krispaket som regeringen Carlsson II ingick med Folkpartiet i april 1990 frystes detta vallöfte och i protest mot uppgörelsen valde Leijon att avgå från finansutskottet.
Efter sin tid som yrkespolitiker hade Anna-Greta Leijon flera statliga styrelseuppdrag, bland annat som ordförande i Sveriges Television. 1995 efterträdde hon Hans Alfredson som chef för Skansen, ett uppdrag som hon innehade fram till 31 augusti 2005, då hon ersattes av John Brattmyhr.
När Moderna museet blev en egen myndighet 1 juli 1999 utsågs Anna-Greta Leijon till styrelseordförande. Under den tid David Elliot var museichef fungerade Anna-Greta Leijon även som myndighetschef för Moderna museet, eftersom David Elliot inte var svensk medborgare. Från 2006 ingick hon i fackboksjuryn för Augustpriset och var under en period dess ordförande.

## Övrigt
- Anna-Greta Leijon, Anders Leion (hennes sambo 1964-70[13]) samt dottern Britta Lejon stavar alla sitt efternamn på olika sätt.[14]
- Författaren och politiske journalisten Anders Isaksson har spekulerat i att Anna-Greta Leijon kunde ha blivit Socialdemokraternas första kvinnliga ordförande om inte Ebbe Carlsson-affären hade kommit emellan.[15] Förre partisekreteraren Sten Andersson har också hävdat att Anna-Greta Leijon var hans favorit att efterträda Ingvar Carlsson som partiordförande och statsminister.[16]

## Befattningar
- Riksdagsledamot 1974–1990
- Biträdande arbetsmarknadsminister 1973–1976
- Arbetsmarknadsminister 1982–1987
- Justitieminister 1987–1988
- Finansutskottets ordförande 1988–1990
- Chef för Arbetsmiljöinstitutet 1992–1994
- Styrelseordförande för Sveriges Television 1994–2000
- Chef för Skansen 1995–2005[17][4]
- Styrelseordförande för Moderna museet 1999–2008